# ستينا ستور
ستينا ماريا سيلين إريكسون ستور (ولدت ستينا ماريا جوهانسون في 6 جانفي 1986(بيهورلم ) كاتبة سويدية .
نشأت ستينا ستور في بالاليدن في بلدية بيرلم في جزء من مقاطعة فستربوتن من مقاطعة انقرمانلاند السابقة.